# Cireași
Cireași – wieś w Rumunii, w okręgu Bistrița-Năsăud, w gminie Târlișua. W 2011 roku liczyła 108 mieszkańców.